# بريان روبنسون
بريان روبنسون هو قاضي وسياسي كندي، ولد في 14 يناير 1808، وتوفي في 6 ديسمبر 1887.